# Digama lineata
Digama lineata är en fjärilsart som beskrevs av Emilio Berio 1941. Digama lineata ingår i släktet Digama och familjen björnspinnare. Inga underarter finns listade i Catalogue of Life.